# NGC 6045B
NGC 6045B is een lensvormig sterrenstelsel in het sterrenbeeld Hercules. Het hemelobject werd op 27 juni 1886 ontdekt door de Amerikaanse astronoom Lewis A. Swift.

## Synoniemen
- DRCG 34-81
- PGC 84720